# 楓姓
楓姓在大中華地區是一個非常罕見的姓氏，有兩個起源：其一見於福建省安溪县，只剩下17人；其二是台灣苗栗縣賽夏族的姓氏，有說源於风姓。
相傳福建楓姓起源於清朝末年，其始祖本來姓名不詳，原為朝廷官員，後來轉為支持太平天国政權。太平天国政權倒台，始祖舉家南逃，直至去到福建外安溪的官桥镇隱居，並以楓樹為姓。其後楓姓後人有擴散至鄰近鄉鎮定居者。